# 聖里塔 (聖克魯斯省)
聖里塔是玻利維亞的城鎮，位於該國中東部，由聖克魯斯省負責管轄，距離首府聖克魯斯31公里，海拔高度516米，每年平均降雨量1,300毫米，2010年人口2,994。